# Plánování scénářů
Plánování na základě scénářů využívá analýzu pomocí scénářů k formulaci plánů a přípravě vhodných reakcí na pravděpodobné trendy a události. Plány většinou obsahují škálu možností od nejlepších po nejhorší. Tato technika umožňuje uživatelům prozkoumat implikace několika alternativních vývojů a poučit se z chyb, aniž by riskovali skutečné selhání.